# Російські збори
«Російські Збори» (рос. Русское собрание) — одна з найстаріших правомонархічних, православно-консервативних суспільно-політичних організацій (партій) Росії, що діяла з 1900 по 1917 рр.

## Початок діяльності
«Російські Збори» (РС) були створено в місті Санкт-Петербурзі в жовтні — листопаді 1900 года [1] [2].
Виступаючи з привітанням на адресу учасників «Третього Всеросійського з'їзду Росіян», що проходив в жовтні 1906 року в Києві, тодішній в. о. голови Ради РЗ Н. А. Енгельгардт згадував, що початок йому поклав невеличкий гурток осіб на чолі з поетом і публіцистом В. Л. Величко, передбачав вже в той відносно спокійний час пришестя в Росії «темних сил». [3]
16 (29) січня 1901 року в редакції газети «Новий час» відбулося останнє попереднє засідання, на якому був остаточно затверджений проект статуту РС і обрані його керівні органи. [4] Цей день історик А. Д. Степанов запропонував вважати «формальною датою появи на світ Божий чорносотенного руху». [5]
26 січня (8 лютого) 1901 р товариш міністра внутрішніх справ сенатор П. Н. Дурново затвердив статут цієї першої національної російської політичної організації, в якому визначалося, що: «Російські Збори» мають на меті сприяти з'ясуванню, зміцненню в суспільній свідомості і проведення в життя споконвічних творчих початків і побутових особливостей Російського народу ".
РЗ об'єднувало представників російської інтелігенції, чиновників, духовенства і поміщиків столиці. Спочатку воно було свого роду літературно-художнім клубом з правим слов'янофільських відтінком, де на перший план висувалася культурно-освітня робота. Але після 1905 року його діяльність набула яскраво виражену правомонархічних (чорносотенну) політичне забарвлення.
Спочатку РЗ ходили виключно обговорень доповідей та влаштувань вечорів. Першою формою його діяльності були зборів по п'ятницях, присвячені суспільно-політичним проблемам, і «літературні понеділки». «П'ятниця» спочатку керував В. В. Комаров, але популярність і вплив вони придбали з осені 1902 року, коли їх очолив В. Л. Величко. З осені 1901 р окрім «п'ятниць» і «понеділків», з'явилися особливі наради (найбільш активно працював Окраїнний відділ під головуванням професора А. М. Золотарьова, який згодом виділився в самостійну організацію «Русское околичне суспільство»). З осені 1903 під головуванням Н. А. Енгельгардта проходили «літературні вівторки». [6]
За відомостями історика А. Д. Степанова, до кінця 1901 року в рядах РС налічувалося близько тисячі, а до кінця 1902 року — близько 1600 членів. [7]

## Члени
До першого складу Ради РС, крім голови і двох його товаришів (заступників), увійшли 15 осіб:
- генерал М. М. Бородкін, історик і публіцист
- генерал А. В. Васильєв
- В. Л. Величко, поет
- граф Н. Ф. Гейден, генерал
- барон Р. А. Дістерло, статс-секретар Державної Ради
- генерал А. М. Золотарьов, професор Академії Генерального штабу
- В. В. Комаров, видавець
- А. В. Кривошеїн, майбутній міністр землеробства
- В. А. Лищінскій, майбутній статс-секретар Державної Ради
- А. А. Папков, правознавець і письменник
- Н. М. Соколов, цензор
- А. С. Суворін, видавець
- А. Н. Харузин, майбутній товариш міністра внутрішніх справ
- Н. А. Енгельгардт, письменник
- С. В. Юферов, бібліотекар Державної канцелярії

Першим головою Ради РС був обраний князь Д. П. Голіцин (відомий в письменницьких колах під псевдонімом Муравлін), а його товаришами (заступниками) — публіцист А. А. Суворін і письменник С. Н. Сиромятніков.
Крім того, членами Ради РС в різний час перебували такі відомі представники російського дворянства, діячі культури і науки, державні діячі та духовні особи, як князі М. Н. Волконський (надалі один з керівників Союзу російського народу), А. А. Куракін, А. Н. Лобанов-Ростовський, М. Л. Шаховської, графи П. Н. Апраксин, А. А. Бобринський і С. А. Толь, барон М. Ф. Таубе, міністр внутрішніх справ А. Н. Хвостов, єпископ Орловський і Севський, майбутній митрополит Ленінградський, Серафим (в подальшому один із засновників Союзу російського народу), товариш міністра внутрішніх справ В. І. Гурко, члени Державної ради М. Я. Говоруха-Отрок, Н. А. Звєрєв (надалі один з членів-засновників Російського околичного суспільства), А. М. Карамзін, М. А. Мясоєдов, А. А. Чемодуров, член Державної думи В. М. Пуришкевич, товариш обер-прокурора Св. Синоду Н. Ч. Зайончковський, керівник Комітету з організації експедицій до Північного полюса генерал Н. Н. Пєшков, генерали Н. Н. Белявський, К. І. Величко і П. Н. Митропольський, редактор газети «Російський Стяг» П. Ф. Булацель, професора Т. І. Буткевич, П. А. Кулаковський та Б. В. Нікольський, історик театру В. П. Погожев, перший редактор «Вісника Російських Зборів» А. К. Пуришев, видавець С. В. Воєйков і чиновник канцелярії Ради міністрів С. Н. Бурнашев.
Членами РЗ були також голови Ради міністрів Б. В. Штюрмер і А. Ф. Трепов, міністр внутрішніх справ В. К. Плеве, обер-прокурори Святійшого Синоду В. К. Саблер і Н. П. Раїв, актор К. А. Варламов, редактор-видавець журналу «Море» контр-адмірал Н. Н. Беклемішев, генерал Н. П. Ліневич, граф А. П. Ігнатьєв, князі Н. Д. Жевахов і А. А. Ширинский-Шихматов, московський градоначальник А. А. Рейнбот, член Державної ради А. С. Стішінскій, члени Державної думи архієпископ Астраханський Митрофан і архієпископ Волинський і Житомирський Євлогій, архієпископ Тобольський і Сибірський Варнава, професора Д. І. Іловайський і Д. І. Пихно, член II Державної думи П. А. Крушеван, духовний письменник С. А. Нілус, історик церкви Н. Д. Тальберг, редактор журналу «Русское обозрение» А. А. Александров, публіцист С. Ф. Шарапов, поет А. А. Голенищев-Кутузов, петербурзький купець Ф. Г. Бажанов (довічний член організації), доглядач Боткінської лікарні В. В. Баранов, голова Ради «Спілки Російського Жіноцтва» М. Н. Дітріх, вдова Ф. М. Достоєвського А. Г. Достоєвський і багато інших.
У число почесних членів РЗ (яких, як зазначає історик А. Д. Степанов, за всю історію його існування було всього шість), крім вищезазначених князів Д. П. Голіцина, М. Л. Шаховського та А. Н. Лобанова-Ростовського, видавця А. К. Пуришева і єпископа Серафима (Л. М. Чичагова), входив також архієпископ Волинський і Житомирський Антоній. Крім того, діяльність РС відкрито співчували такі російські живописці, як Н. К. Реріх (який подарував йому одну зі своїх картин) і В. М. Васнецов.
Членами РЗ були: Ф. Н. Казин — державний, громадський і земський діяч, член Державної Думи 4-го скликання, землевласник, К. Н. Пасхалов — православний письменник, публіцист і громадський діяч, протоієрей Іоанн Соловйов — православний письменник, публіцист і інші.

## Політична діяльність
До політичної діяльності «Російські Збори» перейшли вже восени 1904 р такими акціями, як подача вірнопідданих адрес і «чолобитних», організація депутацій, пропаганда в пресі.
31 грудня 1904 р (13 січня 1905 г.) відбувся Найвищий прийом депутації «Російського Зборів» (до складу якої входили князі Д. П. Голіцин і М. Н. Волконський, А. М. Золотарьов, Н. Л. Мордвинов і Н. А. Енгельгардт) Імператором Миколою II, повністю одобрившим його діяльність. Царю була піднесена особлива чолобитна, вислухавши яку, він сказав: "Дякую від душі за чесні, істинно російські думки. У тому, що ви прочитали, нічого додати, ні відняти не можна ". Після цього Імператор Микола II розпитав членів депутації про цілі та діяльність «Російського Зборів», побажавши їм: "Дай Бог щастя всьому Російському Зборам, на благо російське. Передайте це Зборам. Бажаю йому подальшого розвитку. "
Рівно через рік — 31 грудня 1905 р (13 січня 1906 г.) — Імператор Микола II вдруге прийняв депутацію «Російського Зборів» в складі князя Д. П. Голіцина, графа П. Н. Апраксина, протоієрея Боголюбова, І. І. Булатова, І. С. Леонтьєва, Б. В. Нікольського і А. К. Пуришева, представили йому ще одну «особливу чолобитну». Вислухавши її, цар сказав: "Сьогодні рівно рік, як Я приймаю вас тут, і за цей час переконався в плідної діяльності Зборів, що розвивається природним і правильним шляхом на користь Мені і вітчизні.
«Російські Збори» не змогли перетворитися на незалежну політичну фракцію в Державній Думі. Шанси кандидатів від РЗ бути обраними в I і II Думи вважалися такими малими, що Збори ухвалили не тільки не виставляти кандидатів, але і рекомендувати своїм членам голосувати за крайні ліві партії — це маневр був спрямований проти кадетів і октябристів. Після того як виборчий закон був в 1907 році змінено на користь цензових курій, тобто більш заможних виборців (див. Третьочервневий переворот), позиція монархічних організацій на виборах помітно покращилася. «Російські Збори», однак, ухвалили рішення не виставляти власних кандидатів, і рекомендували своїм членам голосувати за кандидатів інших монархічних організацій і партій.
Особливістю політичної позиції РЗ в період III і IV Думи можна вважати те, що організація закликала правих депутатів ні з яких питань не блокуватися не тільки з центристським «Союзом 17 жовтня», але також і з помірно правої націоналістичної фракцією.
У 1907—1908 роках правомонархічних табір був охоплений безперервними конфліктами і розколами в складали його організаціях. Найбільш істотним був конфлікт між А. І. Дубровіна та В. М. Пуришкевичем, супроводжуваний розколами в «Союзі російського народу» і установою «Союзу Михайла Архангела». Члени та провід «Російських Зборів», які представляли різні сторони в даних конфліктах, перенесли їх і в діяльність РЗ. Активний і популярний член Зборів Б. В. Нікольський посварився з головою Зборів князем М. Л. Шаховським і покинув організацію. Також від діяльності в Зборах відійшли такі видатні активісти як Л. А. Тихомиров і А. І. Соболевський. У цей же час померли П. А. Крушеван, В. А. Грингмут, Б. М. Юзефович. Досить численна права фракція III Думи, завдяки її реального впливу на законодавчий процес, поступово перетворилася в значимий політичний центр. Усі ці події послабили «Російські Збори»; воно почало поступово втрачати свою привабливість для правих політичних активістів, діяльність організації стала менш інтенсивною. За висловом члена РС Н. А. Енгельгардта, «Російські Збори скоро втратили суспільне значення, наповнилося чиновниками з їхніми службовими інтригами, і бюрократична тлінь швидко, як піском, затягла ключ оригінальної думки і громадянського почуття і підйому, що пробивався тут спочатку».
До початку Першої світової війни керівництво «Російських Зборів» узяло курс на повну деполітизацію організації і перетворення її на товариство суто культурно-просвітницької спрямованости. На початку війни РС було уражено новими розбратами — прихильники Н. Е. Маркова (Маркова 2-го) виступали за якнайшвидше підписання миру з Німеччиною, прихильники В. М. Пурішкевича — за війну до переможного кінця. Ще більш ослаблене цим конфліктом, РС до моменту Лютневої революції з активної політичної організації перетворилося на свого роду гурток любителів російської старовини з невеликою кількістю членів.

## Осередки та видання
«Російські Збори» мали осередки у багатьох містах Російської Імперії: Варшаві, Вільно, Катеринославі, Іркутську, Казані, Києві, Одесі, Оренбурзі, Пермі, Полтаві, Харкові та інших.
Перший відділ організації був відкритий в Харкові в 1903 р (головою Ради став один з найбільших російських істориків католицизму професор А. С. Вязігін). Поступово «Російські Збори» і їхні осередки почали обростати організаціями-супутниками, першими з яких стали російські студентські гуртки, створені в Харкові і Санкт-Петербурзі.
Наприкінці 1904 року в Казані було прийнято рішення про створення на базі «Казанського Товариства Тверезості» Казанського відділу «Російського Зборів», остаточне офіційне оформлення якого, в силу ряду причин, відбулося лише в листопаді-грудні 1905 р (головою Ради обрано відомого громадський діяч, скарбник Імператорського Казанського університету А. Т. Соловйов).
У лютому 1903 г. «Російські Збори» знайшло свій друкований орган — «Известия Російського Зборів» (виходив спеціальними випусками близько двох років), яким в січні 1906 р прийшов на зміну «Вісник Російських Зборів».
Видавалися також: щомісячний журнал «Мирний труд» (Харків), «Орач» і «Російська справа» (обидва під редакцією С. Шарапова), «Сільський вісник», «Русь Православна і Самодержавна» (Казань), «Російський Аркуш» та інші.

## Керівники
- лютий 1901 — березень (квітень) 1906 — князь Голіцин Дмитро Петрович (обраний головою Ради 12 (25) лютого 1901 року відмовився від своєї посади через засмученого здоров'я 19 березня (1 квітня) 1906 року);
- березень (квітень) — жовтень 1906 — Енгельгардт Микола Олександрович (товариш голови Ради, з березня (квітня) по жовтень 1906 року виконував обов'язки голови Ради);
- жовтень (листопад) 1906 — жовтень 1909 — князь Шаховської Михайло Львович (обраний головою Ради 29 жовтня (11 листопада) 1906 року, склав свої повноваження через хворобу в жовтні 1909);
- жовтень 1909 — березень 1912 — князь Лобанов-Ростовський Олексій Миколайович (обраний головою Ради 25 жовтня (7 листопада) 1909 року, склав свої повноваження і вийшов зі складу Ради в період розколу в останньому, що почався в листопаді 1911 і тривав до весни 1912) ;
- березень 1912 — березень 1913 — Пєшков Микола Миколайович;
- березень 1913 — березень 1914 — граф Гейден Микола Федорович (раніше товариш голови Ради);
- березень 1914 — кінець 1916 — граф Апраксин Петро Миколайович (раніше товариш голови Ради);
- кінець 1916 — лютий — березень 1917 — Белявський Микола Миколайович (раніше товариш голови Ради).

## Спроби відродження
У 1918—1919 рр. в умовах громадянської війни спроба відродити «Російські Збори» була зроблена на півдні Росії Г. Г. Замисловський, однак він не зустрів розуміння з боку командування Добровольчої армії. Незабаром сам Г. Г. Замисловський помер від тифу в м Владикавказі.
Передайте від Мене всім членам Зборів сердечну подяку за їх відданість Мені, Росії та її історичним засадам. "
Однак, як зазначає А. Д. Степанов, «у роки революційної ворохобні» 1905—1906 рр. «Російські Збори» «нічим особливим себе не проявили». Серйозним ударом для них став виданий наприкінці 1905 р циркуляр, що забороняв військовослужбовцям складатися в політичних організаціях. Яко вислід «Російські Збори» змушені були покинути понад двісті офіцерів, в тому числі один з його засновників А. М. Золотарьов.
8 — 12 лютий 1906 року в Санкт-Петербурзі пройшов «Усеросійський З'їзд Російських Зборів», який пізніше став називатися «1-м Усеросійським З'їздом Росіян».
Фактична трансформація «Російських Зборів» в партію відбулася зглядно пізно — в кінці 1906 — початку 1907 рр. з ухваленням його програми і внесенням доповнення до статуту, який дозволяв «Російським Зборам» брати участь у виборах членів Державної Ради і Державної Думи.
28 грудня 1906 року була прийнята програма «Російських Зборів», в основу якої було покладено тріада «Православ'я, Самодержавство і Російська Народність».
«Російські Збори» брали участь у всіх монархічних з'їздах; особливо помітним було участь організації у «Всеросійських з'їздах росіян».